# Râul Teleajen
Teleajenul izvorăște din Masivul Ciucaș (în culoarul superior se numește "Pârâul Berii"). Este cel mai mare afluent al râului Prahova. Străbate 113 km până la vărsarea în râul Prahova. În depresiunea Cheia primește ca afluent pârâul Tâmpa, apoi, la ieșirea din munți, un afluent mai important, râul Telejenel. La confluență, în nordul comunei Măneciu, se află Lacul de acumulare Măneciu și Barajul Măneciu.
Etimologia populară a pus denumirea Teleajen în legătură cu înțelesul "vale cu drum de care te legi". 
Încă din vremea romanilor, "drumul de la Teleajen" străbătea munții, pornind din Transilvania pe Valea Buzăului superior, urcând în Poiana Fetii și coborând pe lângă Telejenel.
Valea Teleajenului s-a păstrat ca important drum comercial între Muntenia și Transilvania, astfel încât au apărut și s-au dezvoltat localități ca Vălenii de Munte, care a constituit centrul județului Săcuieni.
Mihai Viteazul, pornind din Ploiești, a trecut cu oastea Carpații pe Valea Teleajenului și pasul Buzăului în octombrie 1599. De atunci s-au păstrat nume de locuri ca "Stânca lui Mihai" de lângă Cheia, sau "Masa lui Mihai Viteazu" de langă Tabla Buții.

## Hărți
- Harta Județului Prahova
- Harta Munții Grohotiș [nefuncțională – arhivă]
- Harta Munții Ciucaș  Arhivat în 30 martie 2010, la Wayback Machine.

1. ↑  Stoian, Gabriel (2020). Dicționar geografic al județului Prahova. Ploiești - Mileniul III. p. 400.